# King Taco

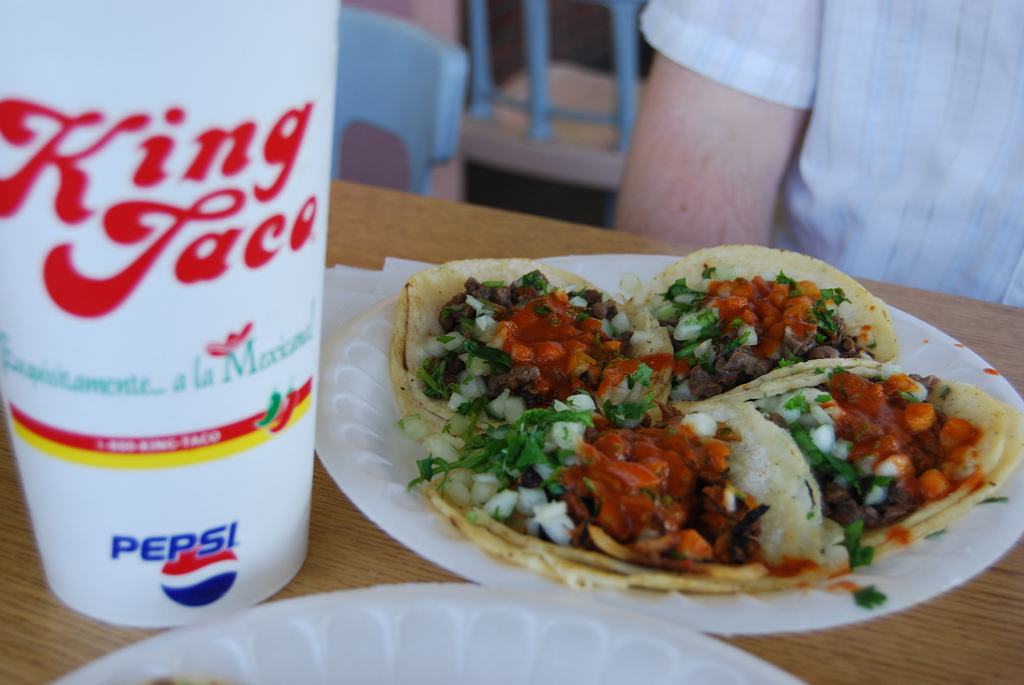
Tacos y horchata en un restaurante de King Taco

King Taco es una cadena de restaurantes de comida rápida con sede en Los Ángeles, California. Los restaurantes sirven tacos, sopes y aguas frescas como la horchata, jamaica y tamarindo. Algunas sucursales también sirven pollo rostizado.
Tiene su sede en Los Ángeles.

## Historia
King Taco fue fundado en 1974 por Raúl Martínez, quien operaba un camión de helados que había convertido a restaurante móvil. En el plazo de 6 meses, abrió la primera sucursal de la cadena de restaurantes. Abrió la segunda sucursal de King Taco en la calle 3.ª, en Boyle Heights. Esta sucursal mide 4000 pies cuadrados, haciéndola el restaurante principal de la empresa. En poco tiempo, se abrieron más sucursales en la ciudad de Commerce, Baldwin Park, El Monte y sitios adicionales en el Este de Los Ángeles. Para 1995, se habían establecido 14 restaurantes con ventas de más de USD21 000 000 (veintiún millones de dólares).
Para 2008, la empresa operaba 20 restaurantes en todo el condado de Los Ángeles, incluyendo un restaurante en el centro histórica de Pasadena, la primera sucursal abierta en un barrio que no tenga una mayoría de población méxico-estadounidense. La empresa ha contribuido a la revitalización urbana a través de la conversión de edificios comerciales vacantes a restaurantes.

## Reconocimiento
La empresa ocupa lugar entre las 100 empresas más importantes según la publicación Hispanic Business Magazine Top 500 Hispanic Businesses.

## Oficiales
El fundador de la compañía, Raúl Martínez, Sr., sirve como presidente de la empresa. Su hijo, Raúl Martínez, Jr., sirve como el director financiero de la misma.

## Sucursales
Los restaurantes de la empresa se encuentran en:
- KT#1 1118 Cypress Ave., Los Ángeles, CA 90065.
- KT#2 4504 E. 3rd St., Los Ángeles, CA 90022.
- KT#5 1104 S. Hoover St., Los Ángeles, CA 90006.
- KT#6A 1951 S. San Pedro St., Los Ángeles, CA 90011.
- KT#6B 645 E. Washington Blvd., Los Ángeles, CA 90015.
- KT#8 2904 N. Broadway Ave., Los Ángeles, CA 90031.
- KT#9 2400 E. Cesar Chávez Ave., Los Ángeles, CA 90033.
- KT#10 2020 W. Pico Blvd., Los Ángeles, CA 90006.
- KT#11 10420 E. Garvey Ave., El Monte, CA 91733.
- KT#12 5729 Atlantic Blvd., Maywood, CA 90270
- KT#15 4300 E. Olympic Blvd., Los Ángeles, CA 90023.
- KT#18 14318 Ramona Blvd., Baldwin Park, CA 91706.
- KT#20 3900 N. Peck Road, El Monte, CA 91732.
- KT#21 45 N. Arroyo Parkway, Pasadena, CA 91103.
- KT#24 12102 Long Beach Blvd, Lynwood, CA 90262.
- KT#25 6722 Rosemead Blvd., Pico Rivera, CA 90660.
- KT#26 7623 Pacific Blvd., Walnut Park, CA 90255.
- KT#27 1841 Long Beach Blvd., Long Beach, CA 90806.
- KT#28 406 N Mountain Ontario, CA 91762.
- KT#29 City Of Whitter (pronto).

Estas son las 28 unidades actuales, y una que está por construirse (antes de terminar el 2011). También ha tenido el cierre de unidades; el motivo es la poca venta que ha habido en estas unidades.
Los King Taco que han cerrado son:
- KT #3, #4, #7, #13, #14, #16, #17, #19, #22 y #23 (diez unidades cerradas).